# Замок Кулла Ґунарсторп (Швеція)
Кулла Ґуннарсторп (швед. Kulla Gunnarstorps slott) — замок в комуні Гельсінборг, у лені Сконе на півдні Швеції. Комплекс розташований на узбережжі протоки Ересунн приблизно за 10 кілометрів на північ від міста Гельсінгборг .

## Історія
Комплекс будівель Кулла Ґуннарсторп фактично включає два: старий (Kulla Gunnarstorps gamla borg) і новий. Старовинний замок збудований у XVI столітті за наказом Йорґена Оттесена Браге (1554–1601). У XIX столітті міністр закордонних справ Швеції Бальтцар фон Платен (1804–1875) розпорядився побудувати нову резиденцію.

### Ранній період
Вперше маєток Кулла Ґуннарсторп (за назвою Ґундеструп) згадується у документах 1399 р. Тоді лицар Йоґаннес Олофсон Лунґе у листі єпископу Петеру Роскільському називає маєток як свої володіння. До кінця XV століття маєток Ґуннарсторп перейшов у володіння родини Парсберґ. Збереглися імена шляхтича Вернера Вернерсона Парсберґа та його сина Тонне Парсберґа. Близько 1500 р. у Ґуннарсторпі був укріплений садибний будинок.
Спадкоємцями маєтку були брати Вернер Теннес Парсберг і Нільс Парсбер. Ймовірно, Нільс викупив частку свого брата, тому що власність одноосібно успадкувала його донька Інґеборґа Нільсдоттер Парсберґ. Вона вийшла заміж за дворянина Йорґена Оттесена Брага, що належав до впливового шляхетського роду Браге, який, згідно із законами того часу, і став власником землі. Він вирішив збудувати тут замок. Ця споруда — Старий замок, — досі існує на території маєтку. За своїм типом резиденція відноситься до категорії «замок на воді». Інґеборґа і Йорґен Браге померли від чуми в 1601 і були поховані в церкві Аллерум.

### XVII—XVIII століття

Замок на гравюрі 1680

Найстарішим відомим зображенням замку є мідна гравюра, виготовлена Ґерхардом фон Бурманом приблизно в 1680. На гравюрі замок зображений у панорамній перспективі з видом із півночі. Комплекс складається з трьох будівель, що оточують подвір'я. З південного боку цей простір був захищений стіною. Весь комплекс розташований на прямокутному острівці, оточеному системою ровів та каналів. У замок вів дерев'яний міст, збудований над північним ровом.
Землі та замок після Йорґена Браге успадкував 10-річний Тонне Браге. Власністю, мабуть, керував його дядько Аксель Браге. Тонне Браге помер у віці 20 років у родовій резиденції. Причиною смерті стали важкі травми, отримані ним під час Кальмарської війни. Господарем маєтку став Аксель Браге. Він помер у 1616 і заповів замок синові Тіґе Браге. Незадовго до 1630 Тіге Браге продав маєток графу Акселю Еріксену Розенкрантцу, вихідцю зі шляхетського роду Розенкрантц і власнику замка Ґліммінґегус.
Незабаром усіма справами в маєтку почала керувати Маргарита Розенкрантц. Короткий час вона була заручена з Корфрицем Розенкрантцем, сином Акселя Розенкранца. Судячи з усього, вона купила Кулла Ґуннарсторп у 1638, але не дуже зрозуміло яким чином. І Аксель, і Корфриц Розенкрантц на той час давно померли.
Маргарита Розенкранц була енергійною та заповзятливою жінкою. Під її керівництвом Кулла Ґуннарсторп став процвітаючим господарством. Після смерті Маргарити у 1677 маєток перейшов до її трьох сестер. Вони розділили власність, але виявилися неспроможними господинями. Незабаром ферми виявилися фактично занедбаними, а ліси вирубаними.
Близько 1720 р. маєток був знову об'єднаний. Його власником став Йогана Спарфвенфельт. У 1730 він продав Кулла Ґуннарсторп Крістіану Дідріку фон Коновену, який помер через рік. Власність успадкував його син Дітріх. У середині літа 1749 Дітріха відвідав знаменитий учений Карл Лінней, який подорожував Сконою. Дідріх фон Коновен володів замком довгих 44 роки.
У 1775 маєток знову змінив власника. Цього разу ним став граф Ґустав Адольф Спарре, який купив Кулла Ґуннарсторп у старого Дітріха фон Конвена. Аристократ Спарре захоплювався живописом. Під час своїх тривалих подорожей він здобув блискучу освіту і став найвибагливішим колекціонером творів мистецтва. Величезні статки дозволили йому купувати найкращі картини. Його галерея в Кулла Ґуннарсторп в ту епоху вважалася найбільш представницькою у Швеції.
Вже за два роки після купівлі замку він одружився з Амелі Рамель. Вона і стала власницею замку після смерті чоловіка. У пари була лише одна дитина — донька Елізабет Амалія. Вона вийшла заміж за графа Якоба Ґустава де ла Ґарді. Однак Елізабет рано померла. Новим власником землі мав стати її син Ґустав Адольф Фредрік Де ла Ґарді. Але й він помер бездітним через три роки. В результаті господарем замку виявився його батько — немолодий Якоб, який також був колекціонером творів мистецтва.

### ХІХ століття. Новий замок
Якоб де ла Гарді продав у 1837 році маєток та замок з його колекцією графу Карлу де Ґеру (1781–1861), який був одружений з Ульрікою Софією Спренґпортен. У 1861 всю власність успадкував чоловік їхньої доньки Софії Елеонори Шарлотти граф Бальтцар фон Платен (1804–1875). Саме він, досягнувши найвищих державних постів, і став ініціатором будівництва Нового замку. Оскільки Бальтцар фон Платен був, серед іншого, військово-морським адміралом, то розташування маєтку біля самого моря він вважав ідеальним для будівництва нової просторої резиденції. Він мріяв милуватися водяними просторами з веж свого замку.
Проєкт підготував данський архітектор Кристіан Цвінґман (1827–1891). Будівлю зводили із цегли. За документами на будівництво пішло рівно 986 950 цеглин. З них 422 500 доставили з цегельного заводу Ґлумслев, а 559 825 — з власного заводу в Кулла Ґуннарсторп. Окремо було виготовлено 4625 кутових цеглин.
На будівництві працювали місцеві селяни та ремісники. Збереглися імена двох майстрів-мулярів: Лундґрен та Броґрен. У період будівництва архітектор Цвінґман прожив у маєтку 646 днів. За свою працю він отримав винагороду 31447 риксдалерів — приголомшливу суму для архітекторів того часу.
Бальцар фон Платен помер у 1875, так і не встигнувши насолодитися новим замком. Його дружина продовжувала керувати маєтком до смерті в 1888. Замковий комплекс і навколишні землі успадкувала Елізабет фон Платен, дочка Бальцара та Софії Шарлотти. Вона вийшла заміж за Акселя Вагтмайстера, який володів замком Ванос. При цьому сама Елізабет воліла проживати в замку Ванос в комуні Естра-Ґеінґе.
У сім'ї народилося чотири сини: Карл, Фредрік, Аксель та Геннінґ. Карл став власником замку Ванос, а Фредрік успадкував Кулла Ґуннарсторп. Фредрік здійснив капітальний ремонт замку.

### XX століття

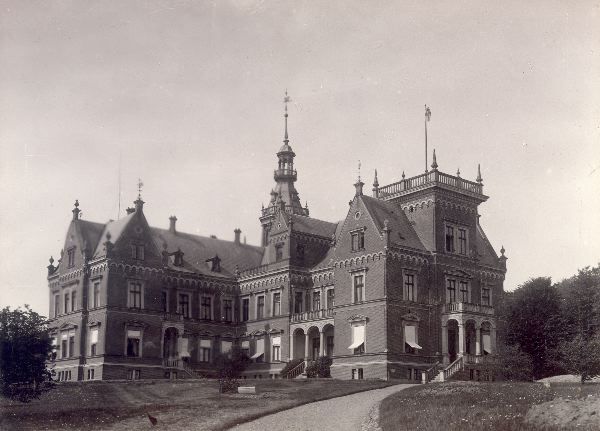
Замок на світлині 1904 р.

Фредрік Вагтмайстер помер бездітним. Тому замок перейшов його брату Акселю у 1918 (після смерті їхньої матері). Аксель Вагтмайстер і його дружина Гаррієт не мали дітей. В результаті після смерті Акселя в 1929 господарем замку став його племінник граф Отто Вагтмайстер. Отто одружився з Брітою Норденшерн в 1922. У шлюбі народилися чотири доньки — Ебба, Шарлотта, Елізабет та Барбара. Отто помер 1938. Його дружині Бріті було 38 років, а молодшій доньці лише один рік. Згідно з домовленістю одну половину маєтку успадкували чотири сестри, а їхня мати Бріта отримала можливість розпоряджатися другою половиною.
У 1948 старша із сестер, Ебба, переїхала до Швейцарії і відмовилася від прав на родову власність. Молодша із сестер, Барбара, померла 1958. В результаті власницями залишилися Шарлотта та Елізабет. Маєток Кулла Ґуннарсторп залишався у власності родини Вагтмайстер до 1978.
Шарлотта була одружена з бароном Нільсом Троле (зі шляхетського роду Троле), спадкоємцем замку Троленс. Ще 1970 було оголошено, що Кулла Ґуннарсторп заповіданий 18-річному Ґуставу Троле, синові Шарлотти. Через вісім років йому довелося взяти на себе весь клопіт з управління маєтком. Ґустав Троле батько трьох дітей: Амелі, Акселя та Беати. Крім того, він дід п'ятьох онуків.
Власники Кулла Ґуннарсторп традиційно допомагають парафіяльній церкві Аллерум (оскільки маєток розташований у приході Аллерум). Періодично власники замку надавали підтримку і церкві Вікенс.

## Сучасне використання
Замок продовжує залишатися приватною власністю і його відвідування можливе лише за домовленістю із власниками. У маєтку можливе проведення весіль, ювілеїв та корпоративних заходів. Періодично в Кулла Ґуннарсторп відбуваються виставки, на які запрошуються усі охочі.

## Галерея

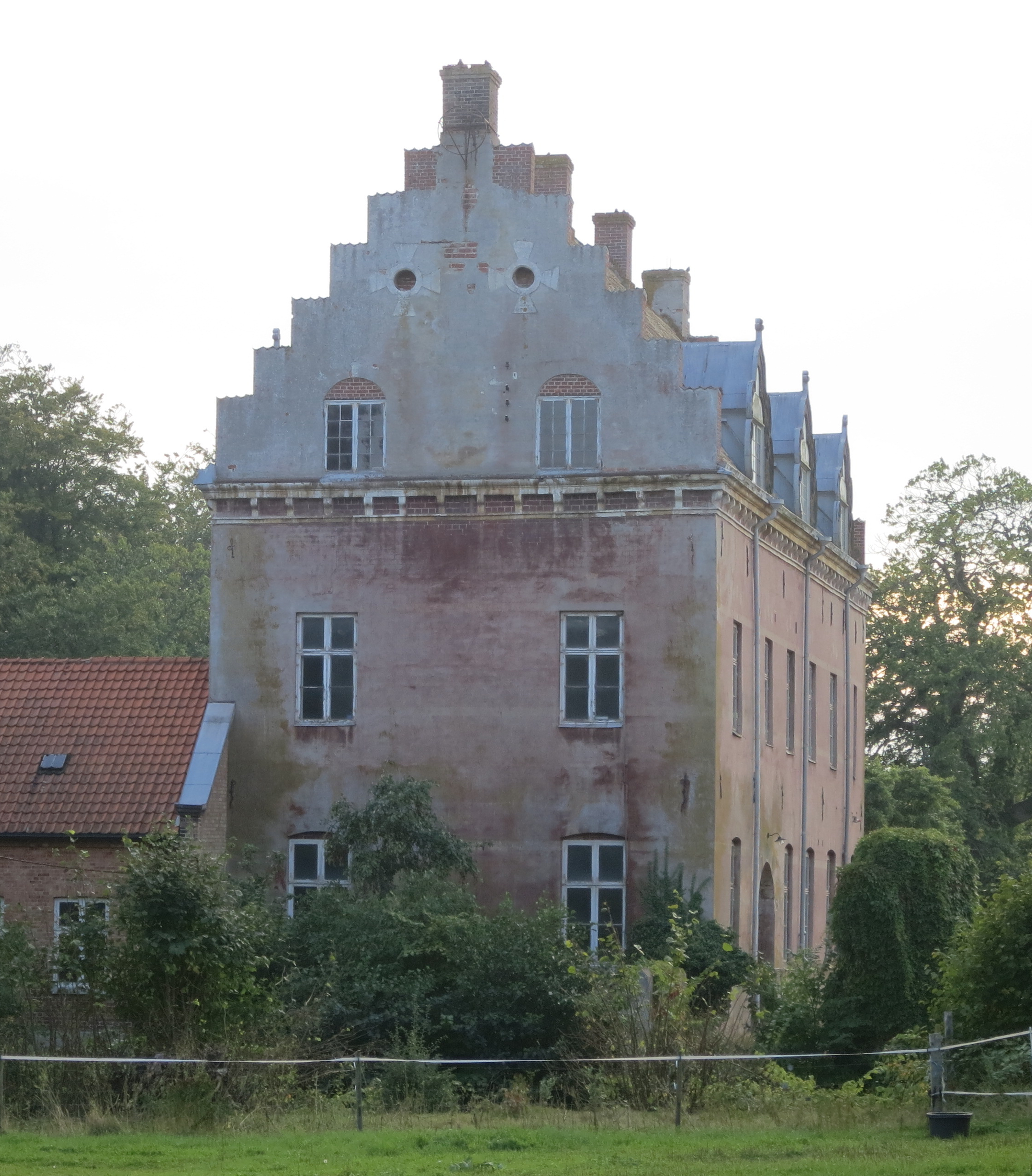
Вигляд старого замку
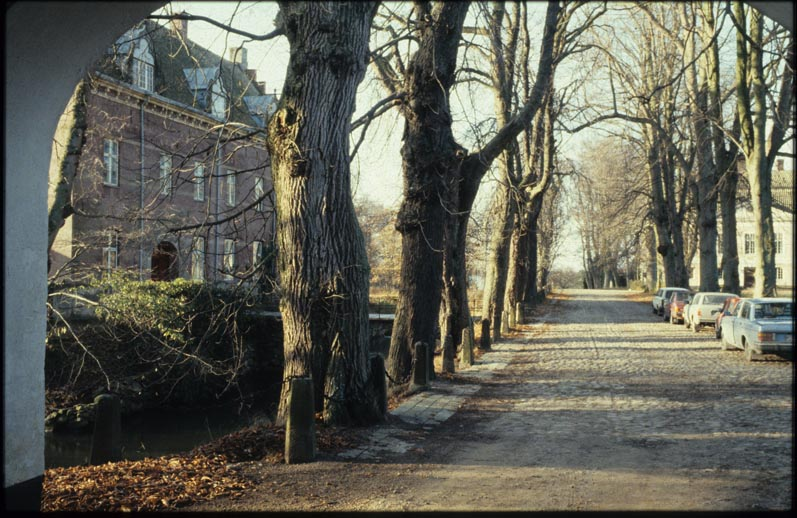
Замок з боку алеї
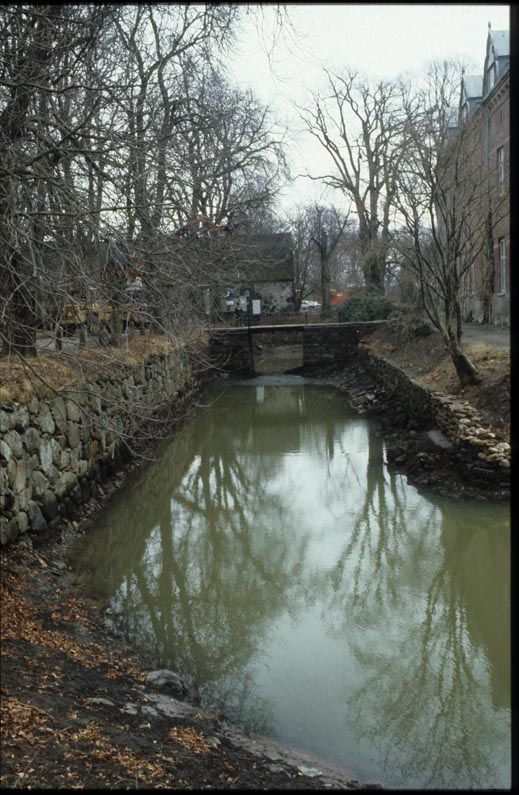
Рів з водою, що оточує старий замок